# Жанаауил (Жетисайський район)
Жанаауи́л (каз. Жаңаауыл) — село у складі Жетисайського району Туркестанської області Казахстану. Входить до складу Жанааульського сільського округу.
У радянські часи село називалось Тельманське.
Населення — 2712 осіб (2021; 2192 у 2009, 2008 у 1999, 1805 у 1989).